# Markovics Jakab

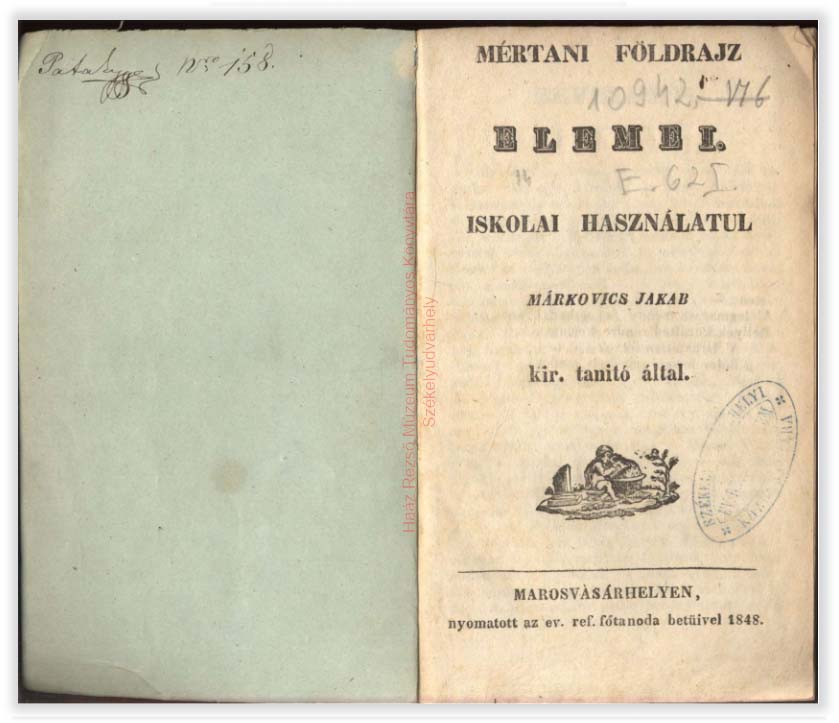
Könyve 1848-ból

Markovics/Márkovich/Markovich Jakab (Erzsébetváros, 1820. október 30. – Kolozsvár, 1891. november 28.) kanonok, főesperes, az örménység kutatója (armenológus).

## Életpályája
Az erdélyi örmény Markovics / Márkocsján / Mérkutzján család leszármazottja.  
Szülei Markovich Simon és Domby Anna voltak. Gimnáziumi tanulmányait Erzsébetvárosban, Székelyudvarhelyen (1834) és Zalatnán végezte el (1835–1837). Gyulafehérváron teológiát tanult 1839-ben. 1844-ben pappá szentelték, de már 1843-tól a marosvásárhelyi gimnáziumban oktatott. Az 1848–49-es forradalom és szabadságharc után megfosztották tanári állásától. 1853–1887 között az erzsébetvárosi örmény algimnázium igazgatója, 1856-tól helyettes plébános, 1878-tól alesperes, 1882-től kerületi főesperes, 1883-tól tiszteletbeli kanonok volt. 1887-ben nyugdíjba vonult; de haláláig viselte tisztségeit.

## Munkái
- Márkovics Jakab: Örményország története (Armenia, I–VI. évfolyam) az első ilyen tárgyú magyar munka.

- Márkovics Jakab: Mértani földrajz elemei : iskolai használatul, Marosvásárhelyen : nyomt. az ev. ref. főtanoda betűivel, 1848.